# 王瓚 (禮部侍郎)
王瓚（1462年—1524年），字思獻，號甌濱，一號環庵，浙江永嘉縣（今属溫州市龙湾区）人，明朝政治人物，弘治丙辰榜眼。官至禮部右侍郎。

## 生平
弘治八年（1495年）鄉試中舉。次年會試第十五名，殿試登一甲第二名（榜眼），授翰林院編修，參與修撰《大明會典》。正德五年（1510年）升翰林院侍講，充经筵讲官，因得罪劉瑾，被貶國子監司業。劉瑾被誅后，升爲南京國子監祭酒，改北京國子監祭酒。正德十二年（1517年）升任禮部右侍郎。
嘉靖初年（1522年）大禮議中，因與张璁支持明世宗封生父兴献王为皇考，而遭到禮部尚書毛澄、內閣首輔楊廷和的反對，并被貶為南京禮部侍郎。隨後母喪丁憂，嘉靖三年（1524年）去世。贈禮部尚書，谥文定。

## 著作
著有《正教编》、《瓯滨集》、《弘治温州府志》等。

## 家族
曾祖王原宏；祖王文燠；父王祚；母朱氏。